# ℃りけい。
『℃りけい。』（どりけい）は、原案・脚本：青木潤太朗、作画：わだぺん。による日本の漫画作品。集英社の漫画雑誌『ウルトラジャンプ』（集英社）にて2010年6月号から2014年6月号まで連載。また、並行して集英社のウェブコミック配信サイト『ウルトラジャンプエッグ』においても2010年7月19日更新分から2014年5月20日更新分まで連載（2011年9月17日更新分以降は『ウルトラジャンプ』公式サイトに移行）。単行本は全7巻。
北九州にある県立鞍川（くらかわ）高等学校の物理部に所属する女子高生達の日常を描いた、コメディ漫画である。ウルトラジャンプエッグサイトでは『理系女子のまったりスクールデイズ』とされている。なお、キャラクターのモデルは原作者の高校時代のサイエンス系のクラブの学友である。なお、本作に登場する鞍川高校は旧制中学時代から続く古い県立の高等学校であり、また共学であるがここ数年男子の入学がなく実質女子高となっているという設定がある。

## 登場人物

### サイエンスクラブ
鞍川高校では文化系部活動のうち、理系の活動を行なう部（物理部、化学部、生物部、地学部）をまとめて「サイエンスクラブ（通称：サイクラ）」として扱っている。サイクラは基本的に活動中は白衣を着用している。

#### 物理部
物理部の部室は旧館2階の理科実験室である。部員は2年生3人、1年生2人の計5人である。
伊藤 トノエ（いとう トノエ）
2年生で、物理部の部長を務める。修理しやすいからという理由でブラウン管テレビを好む。普段は髪をヘアバンドで留めて、且つ後ろでまとめて、おでこを出している。本人曰く、おでこが出ていないと集中力40%ダウンらしい。髪の色は黒色。
おでこからピョンと生えた毛はトノエのテンションによって跳ねたり、垂れたり、回転したりと様々な形状に変化する。また足が速く、100メートル13秒台レベル。
よく青系統の色の作業用ゴーグルをつけており、寝るときでもつけている。左耳には両口スパナが乗っていることが多い。常に着ている白衣のポケットには様々な工具が入っているため、非常に重い。整理が苦手でよく物を壊すため、修理が得意になった。理系ハイになることもあり、閃いたことを実験し、その結果から考察を進めていく傾向にある。伯父さん直伝の技で、金尺を使って一部の車の鍵ならば開けることができる。コミックスの表紙では2.5巻を除いて、ずっと同じテレビを修理している。
基本的に上級生は「名前+さん」、同級生と下級生は「名前+ちゃん」で呼ぶ。
曾野 彩（その あや）
トノエの幼馴染である2年生で、理部副の部長。を務めている行動するより理屈こねてるだけのが好き。髪は長く、いくつかのピンで留めている。また、まつげが長い。髪の色は赤に近い茶色。部段から眼鏡をかけている。身体測定では3つの数値の増減がほぼ完璧に比例をする。飛ぶものが好きで、紙飛行機を作ったり、旅客機の通信を聞いて機種照合したりしている。朝シャワー派である。日焼けした時のヒリヒリが嫌い。恥ずかしがり屋な面や自意識過剰な面がある。理系ハイになることもあるが、トノエとは異なるタイプである。ちゃんぽん屋でバイトしている。
上級生は「名前+先輩」、同級生は呼び捨て、下級生は「苗字もしくは名前+さん」で呼ぶ。
菊池 蘭（きくち らん）
物理部部員。2年生。シミュレーションゲームを軍事参謀キャラ抜きでクリアするのが好き。普段からパソコンを使う。
全国模試トップレベル。会話をするときや気を抜いているときに「エクソシスト」というポーズをすることがある。
そばかすとぼさぼさ頭と巨乳が特徴で、97か101センチもある巨乳を使ったスキンシップをすることがある。頭の後ろを掻く癖がある。髪の色は黄色。
健康のため四股を踏んでいる。
身長166センチメートルでBカップの姉がいる。
上級生は「名前+さん」、同級生は呼び捨て、下級生はあだ名をつける。
堀 聖（ほり ひじり）
物理部の部員である1年生で、剣道部との掛け持ちでもある。背が高い。髪の色は黒色。電車通学である。弟がいる。自作PC組み立てが好き。また足が速く、しかも足音がしない。100m13秒台レベル。絵が達者。
掛け持ちをしているためか、剣道の胴着の上から白衣を着ている。ボディービル用語に詳しいような一面もある。最高に楽しいときは「ふひっ」と笑う。蘭からは「ホーリー」と呼ばれている。
上級生は「名前+先輩」、同級生は「苗字もしく名前+さん」で呼ぶ。
船橋 花織（ふなばし かおり）
物理部の部員である1年生で、『科学』よりは『科学者』っぽいのが好きな一方、理数系の成績はそこまでよくない。科学番組やSF映画が好き。髪の色は茶色。十露盤をやっていたので加減算の暗算が速い。
蘭からは「カオリン」と呼ばれており、また、気に入られているのかスキンシップも多い。
上級生は「名前+先輩もしくは さん」、同級生は「名前+さん」で呼ぶ。
コンドー君（コンドーくん）
トノエ達が1年生のときに部費で購入した二足歩行の小さいロボで、物理部の名誉部員として扱われている。8万94円。7000円するサーボモータで改造されている。部員のかさ増しのため、「近藤ケイ子」という名前で登録されそうになった。

#### 化学部
化学部の部室は旧館1階の理科演習室（生物部と共同）。部員は3年生1人、1年生2人の計3人。
武者小路 真理（むしゃのこうじ まり）
化学部の部長を務める3年生。普段は穏やかだが、激怒したり興奮したりするとドスの効いた声質の方言（おそらく北九州弁）が丸出しになる。遠視気味なので本や書類を読むときには眼鏡をかけることもある。左目の下に泣きぼくろがある。髪の色は黒色。合服が好きで、周囲が白地の制服を着ているときでもほとんど合服を着ている。
人を呼ぶときは基本的に下級生であっても「さん」をつけて呼ぶ。ただし、冬美は親友だからか呼び捨てである。
横光 蓮（よこみつ れん）
化学部部員。1年生。何代も続く花火師の娘で、家業を日本一にすることが夢である。いくらでも炎色反応実験をしていいといわれたので化学部に入った。好物はジャガイモのコロッケ。
宇野墨 桜（うのずみ さくら）
化学部部員。1年生。弓道部と掛け持ち。真理に色々憧れている。

#### 生物部
生物部の部室は理科演習室（化学部と共同）。部員は3年生1人、1年生1人の計2人。
加賀 冬美（かが ふゆみ）
生物部の部長を務める3年生で、真理とは中学時代からの親友。好きな食べ物はクリームパン、チョコレートドーナッツ。将棋が強い。常に瞑っているからなのかそもそも目が細いのか、殆ど眼が描かれない。
人を呼ぶときは基本的に「苗字+さん」で呼ぶ。ただし、真理は親友だからか呼び捨てである。
国木田 歩美（くにきだ あゆみ）
生物部部員。1年生。家は日本有数の農業科学の企業だが、家族から厳しくお金の大事さを教えられているため倹約家である。普段、眼鏡をしている。
シビエ
生物部で飼われている白いウサギ。特に冬美が可愛がっており、登場時はだいたい冬実に抱っこされている。
なお、生物部ではほかにチャボを飼っていたり、部室内でネギを育てていたりする。

#### 地学部
地学部の部室は郷土資料室。部員は3年生1人、1年生1人の計2人。「地学マイナー上等」と背中に大きく書かれた白衣を着用している。大学院生に混じって毎週山登りをしている。与えられた仕事はきちんとこなす。
丹波 鮎（たんば あゆ）
地学部部長。3年生。
渡辺 雪花
地学部部員。1年生。陸上部と掛け持ち。

### その他の人物
南 Penrose Lisa（みなみ ペンローズ リサ）
生徒会書記兼副会長兼書道部。2年生。アメリカ人の父と日本人の母をもつハーフ。生まれも育ちも日本だが、話すときに語尾がカタカナになったり会話中に英単語を混ぜて使ったりする。髪の色は黄色。回転寿司にしかないような外道なネタが大好き。
谷崎 沙雪（たにざき さゆき）
養護教諭で、白衣を着る仕事に就きたくて保健室の先生になった。実家は東京である。
林先生（はやし）
地学部顧問の男性の先生。イケメンで既婚者。谷崎先生より年下である。
皆川先生（みなかわ）
トノエ達が1年生のとき、サイクラ全ての顧問をしていた先生。
曾野 岬（その みさき）
中学2年生の彩の妹。かなりの美少女であり、告白やラブレターは慣れっこな様子。

## その他
- 作画のアシスタントは、おおたか鳴海がしている。
- また、twitterにて鞍川高校生徒会（という設定）が「KurakawaHS」というアカウントを持っている。管理を委託されているので実質更新しているのはサイクラメンバーとなっている。
- ウルトラジャンプ2012年3月特大号には物理部再設立のエピソードが載っている2.5巻が付録としてついてきた。
- 原作者曰く、wikipediaに設定した覚えのないことがいくつか書かれているとのことであるが、別にいいとのこと。

## 単行本
- 原案・脚本：青木潤太朗、作画：わだぺん。 『℃りけい。』 集英社〈ヤングジャンプコミックス・ウルトラ〉、全7巻
  1. 2011年1月19日発売[2] ISBN 978-4-08-879099-2
  2. 2011年7月19日発売[3] ISBN 978-4-08-879180-7
  3. 2012年2月17日発売[4] ISBN 978-4-08-879278-1
  4. 2012年9月19日発売[5] ISBN 978-4-08-879399-3
  5. 2013年4月19日発売[6] ISBN 978-4-08-879590-4
  6. 2013年12月19日発売[7] ISBN 978-4-08-879734-2
  7. 2014年7月18日発売[8] ISBN 978-4-08-879874-5